# Hermann Knaus

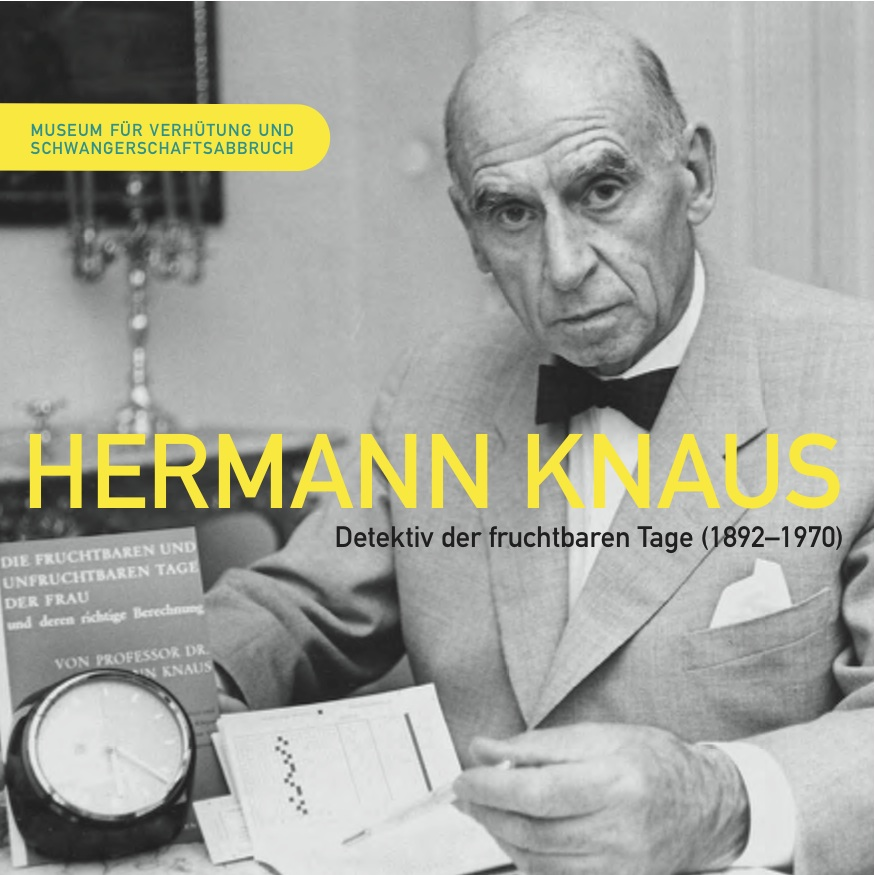
Hermann Knaus

Hermann Hubert Knaus (* 19. Oktober 1892 in St. Veit an der Glan, Österreich-Ungarn; † 22. August 1970 in Graz) war ein österreichischer Gynäkologe und der Entwickler einer Zeitwahlmethode zur natürlichen Geburtenregelung.

## Leben und Wirken
Hermann Knaus wurde als Sohn des Kaufmanns Friedrich Knaus und dessen Ehefrau Amalia, geborene Schebath, in St. Veit an der Glan in Kärnten geboren. Sein älterer Bruder war der Maler Richard Knaus. Hermann Knaus besuchte Schulen in St. Veit, Klagenfurt und schließlich in Knittelfeld, wo er 1911 die Matura ablegte. 1912 begann er ein Medizinstudium in Wien, welches aber schließlich durch den Ersten Weltkrieg unterbrochen wurde.
Im Ersten Weltkrieg war er als Soldat der österreichisch-ungarischen Truppen in Galizien und Südtirol eingesetzt. Er erhielt den Rang eines Oberleutnants und mehrere Tapferkeitsauszeichnungen.
Nach dem Krieg setzte er 1919 sein Medizinstudium in Graz fort, wo er 1920 auch promoviert wurde. Im Anschluss begann er seine klinische Tätigkeit als Assistenzarzt unter Emil Knauer (1867–1936) an der Grazer Frauenklinik. Ab Oktober 1924 war er als Rockefeller-Stipendiat am Pharmakologischen Institut der Universität London und bei Francis Hugh Adam Marshall an der Universität Cambridge tätig. Ab 1926 arbeitete er wieder an der Universität Graz, wo er sich 1927 unter Emil Knauer für Gynäkologie und Geburtshilfe habilitierte.
1930 verbrachte er Forschungssemester in Berlin und Paris und wurde an der Universitätsklinik Graz zum außerordentlichen Professor und 1931 zum ordentlichen Assistenten der Frauenklinik bestellt.
Im Oktober 1932 heiratete er in Maria Saal die Medizinstudentin Ružica Stankovic (* 1909; † 1951), Tochter eines serbischen Kaufmanns aus Belgrad. Im Jänner 1934 kam die einzige Tochter, Ingeborg, zur Welt.
Im Jahre 1934 folgte er einem Ruf als ordentlicher Professor und Vorstand der gynäkologisch-geburtshilflichen Klinik an die deutsche Karl-Ferdinands-Universität Prag.
Bei der politischen Überprüfung der Dozenten der deutschen tschechischen Hochschulen nach dem Münchner Abkommen, dem Anschluss des „Sudetenlandes“ und der Bildung des „Protektorats Böhmen und Mähren“ wurde Knaus auf Stufe 3 gesetzt (‚Entweder charakterlich belastet oder schwankende Haltung, beeinflussbar, ohne schwerwiegende politische Verfehlung‘) und daher gerade noch übernommen. Als Grund für seine Einstufung wurde angegeben: „Juden an der Klinik, nicht einsetzbereit für nationale Belange“.
In der Folge trat Knaus der pro-nationalsozialistischen Sudetendeutschen Partei sowie der NSDAP bei. Von 1939 bis 1941 war er Dekan der Medizinischen Fakultät der Karl-Ferdinands-Universität Prag.
1940 erstellte er ein Gutachten über die katastrophalen Operationsergebnisse des Berliner Chirurgen Kurt Strauß, der der Fakultät aufgezwungen worden war. Obwohl er mit dem Gutachten von seinen Vorgesetzten beauftragt worden war, leitete Robert Ley auf Initiative von Leonardo Conti gegen ihn ein Verfahren vor dem Obersten Parteigericht der NSDAP ein. Trotz Fürsprache von Reinhard Heydrich, Max de Crinis, Bernhard Rust und anderen hochrangigen NS-Funktionären wurde im Dezember 1942 eine Verwarnung ausgesprochen.
Im Jahr 1943 wurde auf Betreiben von Leonardo Conti ein weiteres Verfahren vor dem Obersten Parteigericht der NSDAP gegen Knaus durchgeführt. Dabei ging es um das angeblich deutschfeindliche Vorwort von Francis Hugh Adam Marshall in Knaus’ Werk Die periodische Fruchtbarkeit und Unfruchtbarkeit des Weibes. Da das Reichspropagandaministerium das Buch im Jahr 1939 geprüft und freigegeben hatte, wurde das Verfahren schließlich eingestellt.
Knaus experimentierte mit Kaninchen zur Förderung oder Unterbrechung der Schwangerschaft und machte auch Versuche mit Meerschweinchen, um Genitalkrebs hervorzurufen.
Nach dem Ende des Zweiten Weltkriegs und der Auflösung der Deutschen Karls-Universität in Prag wurde er wieder Frauenarzt in Graz. Von Oktober 1948 bis März 1949 war er als Gastprofessor am Hammersmith Hospital des Imperial College London. Von 1950 bis 1960 leitete er die gynäkologische Abteilung des Lainzer Krankenhauses in Wien.

## Die Knaus-Ogino-Lehre
Bei der 21. Versammlung der Deutschen Gesellschaft für Gynäkologie am 23. Mai 1929 in Leipzig stellte Knaus seine neuen Erkenntnisse vor, mit denen er die gängige Lehrmeinung zu Fall brachte: Zum ersten sind die Eizellen nur wenige Stunden lang befruchtbar. Zum zweiten müssen die Samenzellen „spätestens am 2. Tage nach ihrer Aufnahme in den weiblichen Fortpflanzungsapparat zur Eizelle gelangen (...), um dieselbe noch befruchten zu können.“ Zum dritten kann die Befruchtung nur in einem engen Zeitfenster rund um den Eisprung erfolgen.
Unabhängig von Knaus kam der japanische Gynäkologe Ogino Kyūsaku zu ähnlichen Erkenntnissen. Daher wurde die Methode der natürlichen Empfängnisverhütung bzw. gewünschten Kinderzeugung nach ihnen beiden benannt Knaus-Ogino-Methode.

## Nobelpreis-Kandidatur 1936
1936 wurde Knaus vom Nierenspezialisten Wilhelm Nonnenbruch für den Nobelpreis für Physiologie oder Medizin vorgeschlagen. Die beiden schwedischen Gutachter, der Gynäkologe Erik Ahlström (1877–1949) und der Pharmakologe Göran Liljestrand, befürworteten die Kandidatur nicht – seine Forschungsergebnisse seien noch zu neu und nicht ausreichend von anderen Wissenschaftern bestätigt; man könne ihn in einigen Jahren wieder vorschlagen.
Die empfohlene Wartezeit widersprach eigentlich dem Willen des Stifters: danach sollte der Preis an denjenigen verliehen werden, der im letzten Jahr mit seiner Entdeckung den größten Nutzen für die Menschheit erbracht hat. Ohnehin waren seit Knaus’ erstmaliger Präsentation schon sieben Jahre vergangen.
Eine andere Erklärung für die Absage liegt in Knaus’ Forschungsgebiet: In den 35 Jahren seit der erstmaligen Vergabe des Preises im Jahr 1901 war kein Wissenschaftler für frauenspezifische Forschungen ausgezeichnet worden. Tatsächlich war es schwer vorstellbar, dass im Jahr 1936 ein gesellschaftlich so tabuisiertes und medial so unattraktives Thema wie Eisprung und Menstruation derart herausgestellt würde. Erst 2008 und 2010 sind zwei frauenspezifische Forschungen mit dem Nobelpreis ausgezeichnet worden, nämlich Harald zur Hausen (2008) und Robert Edwards (2010).

## Seine Rolle bei der Enzyklika Humanae Vitae
Knaus erhielt von Kardinal Alfredo Ottaviani den Auftrag für ein Gutachten über die Pille. „Der Prosekretär der Kongregation für die Glaubenslehre, Kardinal Ottaviani, hat Professor Knaus empfangen, dessen Methode der Geburtenkontrolle von Pius XII. als die einzige moralisch zulässige akzeptiert worden war. Ottaviani ließ sich ein Resümee über die Ansichten des berühmten Gynäkologen zu den Wirkungen der „Pille“ und zur Geburtenkontrolle im allgemeinen ausarbeiten, das Paul VI. unterbreitet werden soll.“
Die Übergabe erfolgt am 10. Oktober 1967 in Rom. Unmittelbar darauf veröffentlichte er es in einer medizinischen Fachzeitschrift sowie in kirchlichen Zeitschriften.
Ob es tatsächlich Einfluss auf die Entscheidung des Papstes zur Enzyklika Humanae Vitae hatte, ist nicht geklärt.

## Auszeichnungen
Für seine Forschungen wurde Knaus unter anderem zum Mitglied (ad eundem) der Royal Society of Gynecologists and Obstetricians in London sowie der Deutschen und der Österreichischen Gesellschaft für Gynäkologie und Geburtshilfe ernannt. 1957 wurde ihm der Orden Mérite Libanais Première Classe überreicht, 1962 erhielt er die Ehrenmedaille der Stadt Wien in Gold sowie den Wappenring der Stadt St. Veit an der Glan, 1964 wurde ihm das Ehrendoktorat der katholischen Universität Louvain (Belgien) verliehen.

## Veröffentlichungen (Auswahl)
- Zum Verschluss des Anus praeternaturalis mit der einzeitigen, blutigen Sporndurchtrennung. In: Bruns’ Beiträge zur klinischen Chirurgie. Band 128, 1923, ISSN 0007-2680, S. 441–450.
- Über die Verwendung von Rhodan-Kalium-Präparaten in der Gynäkologie. In: Klinische Wochenschrift. Jg. 9, Nr. 17, 1930, S. 815.
- Über den Zeitpunkt der Empfängnisfähigkeit des Weibes. In: Allgemeine deutsche Hebammen-Zeitung. Jg. 45, Nr. 15, 1930, ZDB-ID 553379-X, S. 291–293.
- Die periodische Fruchtbarkeit und Unfruchtbarkeit des Weibes. Der Weg der Geburtenreglung. In: Zentralblatt für Gynäkologie. Band 57, 1933, ISSN 0044-4197, S. 1393–1408, (als Buch: Maudrich, Wien 1934; 3., vollständig neubearbeitete Auflage, als: Die Physiologie der Zeugung des Menschen. ebenda 1950).
- Geburtenregelung auf natürlichem Wege. In: Wiener klinische Wochenschrift. Band 47, 1934, ISSN 0043-5325, S. 26–28.
- Über die Notwendigkeit kalendermässiger Aufschreibung des Eintrittes der Regelblutungen. Maudrich, Wien 1934.
- Das Prontosil zur Bekämpfung septischer Zustände in der Gynäkologie. In: Medizinische Klinik. Band 34, Nr. 41, 1938, S. 1347–1352.
- Zur Funktion des Hodens nach der Vasoligatur. In: Proceedings of the XVth International Physiological Congress. Leningrad – Moscow, August 9th to 16th, 1935 (= Физиологический Журнал СССР имени И. М. Сеченова. = The Sechenov Journal of Physiology of the USSR. Band 21, Nr. 5/6, 1938). State Biological and Medical Press, Moskau u. a. 1938.
- Heilung einer gleichzeitig aufgetretenen vesikovaginalen und ureterovaginalen Harnfistel. In: Zentralblatt für Gynäkologie. Band 63, 1939, S. 1162–1665.
- Zur Frage vom Entstehen und Heilen der Ureterfisteln nach den Radikaloperationen In: Zentralblatt für Gynäkologie. Band 67, 1943, S. 1434 ff.
- Die fruchtbaren und unfruchtbaren Tage der Frau und deren sichere Berechnung. Ein Buch der Aufklärung für alle Mädchen und Frauen über den Rhythmus der zeugenden Kräfte im Körper des Weibes und dessen Ausnützung für ein natürliches Geschlechtleben bei voller Beherrschung ihrer Fortpflanzung. Maudrich, Wien 1950.
- Physiologie des Eies und der Samenzelle, Periodizität des menstruellen Zyklus, Ovulations- und Konzeptionstermin. In: Biologie und Pathologie des Weibes. Ein Handbuch der Frauenheilkunde und der Geburtshilfe. Band 3. 2., völlig neubearbeitete Auflage. Urban & Schwarzenberg, Berlin u. a. 1952.
- Die fruchtbaren und unfruchtbaren Tage der Frau und deren forensische Bedeutung. In: Österreichische Richterzeitung. Band 33, 1955, ZDB-ID 525811-X, S. 149 ff.
- Am Beginn einer neuen Epoche der Behandlung des Carcinoma colli uteri. In: Wiener klinische Wochenschrift. Band 73, 1961, S. 561–565.
- Die wahre Dauer der menschlichen Schwangerschaft. Zum Ende der Berechnung des Geburtstermins nach F. C. Nägele. Maudrich, Wien 1970.
- Zum Gebrauch der ‚Pille’ als Antikonzipiens. In: Medizinische Klinik. Band 63, Nr. 12, 1968, S. 447–450.